# Alla Kvinnors Hus
Föreningen Alla Kvinnors Hus bildades i Stockholm 1978 och är Sveriges äldsta ideella kvinnojour. De ger stöd, råd och hjälp till personer som utsatts för våld i nära relation och sexuellt våld. Kvinnojouren är en medlemsförening med cirka 550 medlemmar. Alla Kvinnors Hus bedrivs av en ideell styrelse, anställd personal och volontärer. 
Föreningen har skyddat boende för vuxna och barn som utsatts för våld i nära relation eller hedersrelaterat våld. På Alla Kvinnors Hus boende finns förskola med anställda pedagoger och en lärare som har skolundervisning för barnen som bor där.    
Alla Kvinnors Hus har en samtalsmottagning i Stockholm där personer utsatta för våld i nära relation och/eller sexuellt våld kan få samtalsstöd. På mottagningen hjälper man även förövare som själva vill förändra sitt våldsamma beteende.    

## Ekonomi
Alla Kvinnors Hus är en ideell förening utan vinstintresse och finansieras genom verksamhetsbidrag från Stockholms stad, bidrag från Landstinget, Länsstyrelsen, företag, föreningar, stiftelser och privatpersoner. De får även in intäkter genom boendeplatser, föreläsningar och medlemsavgifter. Föreningen är godkänd av Svensk insamlingskontroll och har ett så kallat 90-konto.

## Historia
Föreningen Alla Kvinnors Hus bildades 1978 med avsikten att starta ett kvinnohus. År 1980 flyttade den första kvinnan in tillsammans med sina barn i det skyddade boendet. Sedan 2010 tar Alla Kvinnors Hus även emot våldsutsatta män och deras barn.  På boendet har man sedan 1983 haft barnverksamhet och 2013 startade Alla Kvinnors Hus med hjälp av World Childhood Foundation förskola på plats i det skyddade boendet.